# Schizzo (architettura)

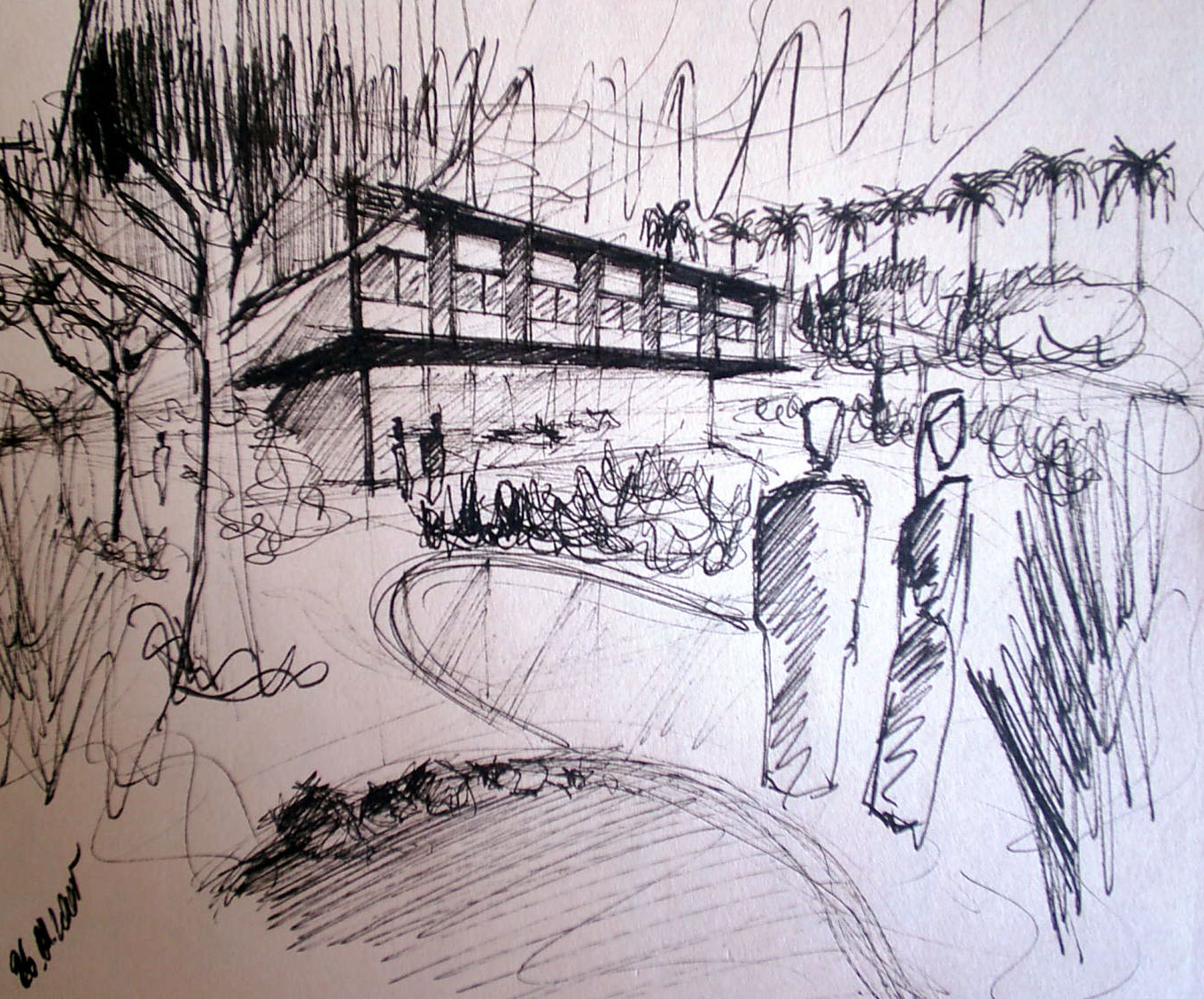
Schizzo architettonico

Lo schizzo è un disegno schematico di un oggetto, che di norma viene eseguito a mano libera. Nel caso di schizzo architettonico vi sono raffigurati edifici o parti di edifici.
Lo schizzo può essere finalizzato:
- al rilievo architettonico, detto schizzo preparatorio o eidotipo; in tal caso deve contenere informazioni dimensionali dell'oggetto da rilevare, dette quotature;
- a visualizzare e verificare un'idea progettuale;
- al disegno artistico.